# 海倫·迪納曼
海倫·施耐德·迪納曼（英語：Helen Schneider Dinerman，1920年12月25日—1974年8月14日）是一位美國社會學家，致力於公共輿論領域研究。

## 生平
迪納曼是亨特學院與哥倫比亞大學校友，畢業後先是服務於美國戰時情報局，又到保羅·F·拉扎斯菲爾德於1944年創辦的應用社會研究局接受訓練，這是美國第一個以調查研究為主的學術研究中心。
1948年，迪納曼受聘於國際研究學會（International Research Associates），1968年當選該學會理事長。
迪納曼於1974年8月14日，和女兒渡假時，在美國奧勒岡州波特蘭市的艾曼紐醫院過世。

## 影響
1981年起，世界民意研究學會開始頒發海倫·迪納曼獎－－該獎項係紀念社會學家海倫·迪納曼而設立－－以表彰「對調查研究方法有顯著貢獻」的學者。

## 著作
- Paul Lazarsfeld, and Helen Dinerman. . Paul F. Lazarsfeld and Frank M. Stanton  (编). . New York: Harper & Brothers. 1949: 73–108 （英语）.
- Cooper, Eunice; Helen Dinerman. . Public Opinion Quarterly. 1951, 15 (2): 243–64. JSTOR 2746167. doi:10.1086/266306 （英语）.